# 东阿提卡专区
東阿提卡专区（希臘語：Περιφερειακή Ενότητα Ανατολικής Αττικής）是希臘阿提卡大區的一個专区，位於雅典都会区及阿提卡半島東部。面積1,513平方公里，2021年人口516,549人。

## 行政
据2011年的行政区划改革，原东阿提卡州作为一个整体改为东阿提卡专区。同时原有的市镇合并为现有的13个市镇（括号中的数字对应信息框里地图上的数字）：
- 阿哈尔奈斯（2）
- 季奥尼索斯（4）
- 克罗皮亚（5）
- 拉夫雷奥蒂基（6）
- 马拉松（7）
- 马科普洛-迈索加亚斯（8）
- 奥罗波斯（13）
- 派阿尼亚（9）
- 帕利尼（1）
- 拉菲纳-皮凯尔米（10）
- 萨罗尼科斯（11）
- 斯帕塔-阿尔泰米扎（12）
- 瓦里-武拉-武利亚格迈尼（3）